# Palazzo comunale (Senigallia)
Il palazzo comunale, o anche detto Palazzo del Governo, è il municipio della città di Senigallia (AN), nelle Marche.
Sorge nella centrale Piazza Roma.

## Storia e descrizione

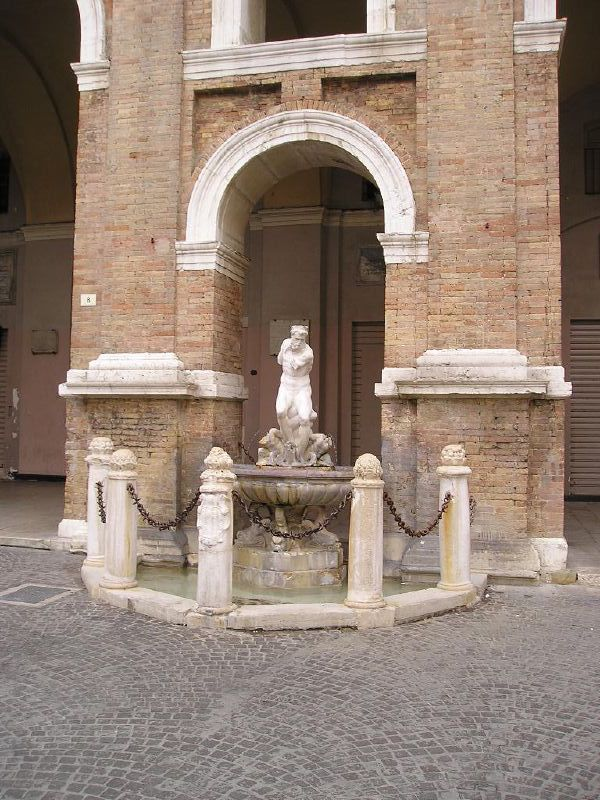
La Fontana del Nettuno.

L'attuale edificio venne costruito per volere di Francesco Maria II Della Rovere, come Palazzo del Governo.
Il cantiere ebbe inizio nel 1609 sulle direttive dell'architetto urbinate Muzio Oddi, e venne terminato nel 1644
La Torre dell'orologio è del 1640. 
All'interno del palazzo è custodito il lampadario in cristallo di Boemia proveniente dal vecchio Teatro "La Fenice"

### Fontana del Nettuno
La fontana del Nettuno, o anche chiamata dai Senigalliesi "l'monc' in piazza", ossia il monco in piazza, per la mancanza di arti, si trova di fronte al Palazzo Comunale in Piazza Roma ed è stata giudicata la più bella statua esistente, non solo nella provincia di Ancona, ma nell'intera regione marchigiana.

#### Origine
L'origine della statua è sconosciuta anche se alcuni ipotizzano una sua origine romana, mentre secondo altri sarebbe opera di scuola del Giambologna. Questo fu collocato nel luogo in cui oggi è presente nel 1616 da maestro Angelo Calafà. Infatti, la prima notizia della fonte è data dai bollettari dei Comuni che, nell'anno 1616, annotano: "A mastro Angelo Calafà per aver tirato il vaso della fonte di Piazza e postovi la statua fiorini 3". Da questa notizia e da un'altra del 1669, da cui risulta che sono pagati a Felice Micheli Romano scudi 4,95 " per aver rifatto la testa della statua di Fonte di Piazza", è lecito dedurre che il corpo di Nettuno provenga da qualche ritrovamento archeologico e sia di epoca romana. Il "Monco" sarebbe dunque frutto di tante epoche importanti della storia senigalliese, quello romano, quello roveresco e quello pontificio. Da quasi cinquecento anni è posto nell'antica Piazza del governo, dove si sono succeduti molti poteri diversi, alcuni dei quali sottolineati dalle molte lapidi poste all'interno ed all'esterno del Palazzo.
Descrizione
Il dio barbuto, la corona piantata sulla massa ondulata di capelli, la fronte segnata da sottili rughe, lo sguardo rivolto leggermente in basso a sinistra, guidava con il braccio, ora perduto, le sirene sul vasto mare. L'altro braccio, anch'esso perduto, probabilmente reggeva il tridente, dritto lungo il fianco. La forte tensione del busto mette in evidenza i potenti muscoli di un corpo che si mantiene in equilibrio sulle code di due sirene (quasi del tutto prive di busto) che gli fanno da sostegno. Intorno alle undici del mattino, i raggi dl sole, trovano un varco opportuno tra le vaste mura del Palazzo Fagnani ed il campanile del Palazzo del Comune, illuminano con luce radente la statua, mettendone in evidenzia le candide e levigate masse muscolari. Narrano che i Turchi, per oltraggio, gli abbiano spezzato braccia e tridente e gli abbiano spuntato naso e corna. La tazza sottostante, di forma conchigliare, in pietra rossiccia, è sostenuta da tre arcigni delfini. Nella vasca in basso, che raccoglie l'acqua che traborda dall'alto (continuamente alimentata da tre vivaci zampilli), i turisti e gli innamorati lanciano monetine. Una pesante catena chiodata, sorretta da cinque colonnine ornate al culmine con motivi floreali, delimita lo spazio e cinge la fontana.